# 椭圆叶冷水花
椭圆叶冷水花（学名：Pilea elliptilimba）为荨麻科冷水花属的植物，是中国的特有植物。分布于中国大陆的广西、贵州等地，生长于海拔580米至1,500米的地区，多生长于山谷阴湿处，目前尚未由人工引种栽培。